# Gavorrano
Gavorrano is een gemeente in de Italiaanse provincie Grosseto (regio Toscane) en telt 8517 inwoners (31-12-2004). De oppervlakte bedraagt 164,2 km², de bevolkingsdichtheid is 52 inwoners per km².
De volgende frazioni maken deel uit van de gemeente: Bagno di Gavorrano, Caldana, Castellaccia, Filare, Giuncarico, Grilli, Potassa en Ravi.

## Demografie
Gavorrano telt ongeveer 3782 huishoudens. Het aantal inwoners steeg in de periode 1991-2001 met 3,0% volgens cijfers uit de tienjaarlijkse volkstellingen van ISTAT.
| Jaar | Inwoneraantal |
| ---- | ------------- |
| 1991 | 7951          |
| 2001 | 8193          |

## Geografie
De gemeente ligt op ongeveer 273 meter boven zeeniveau.
Gavorrano grenst aan de volgende gemeenten: Castiglione della Pescaia, Grosseto, Massa Marittima, Roccastrada en Scarlino.

## Galerij

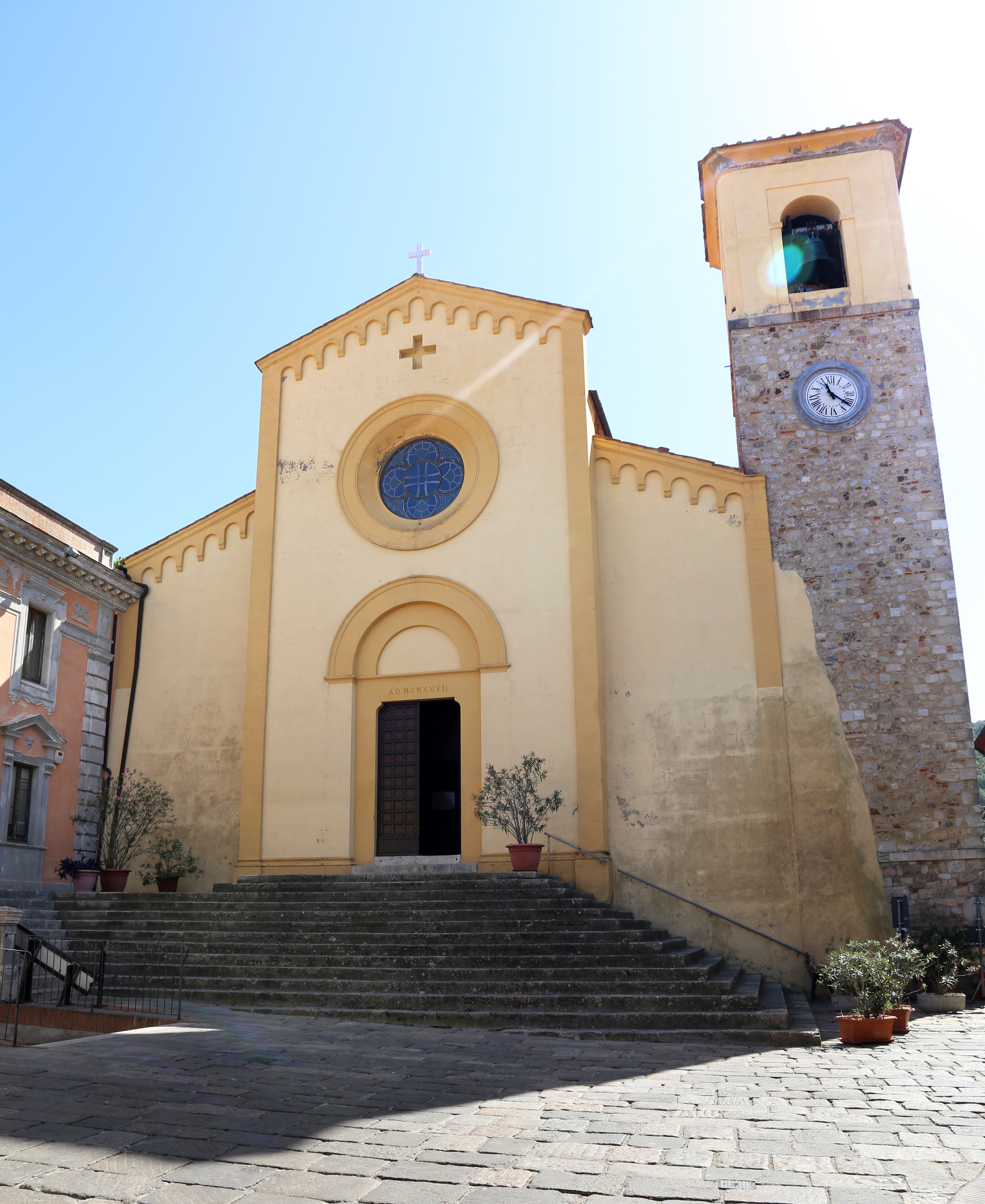
St. Jurriaan
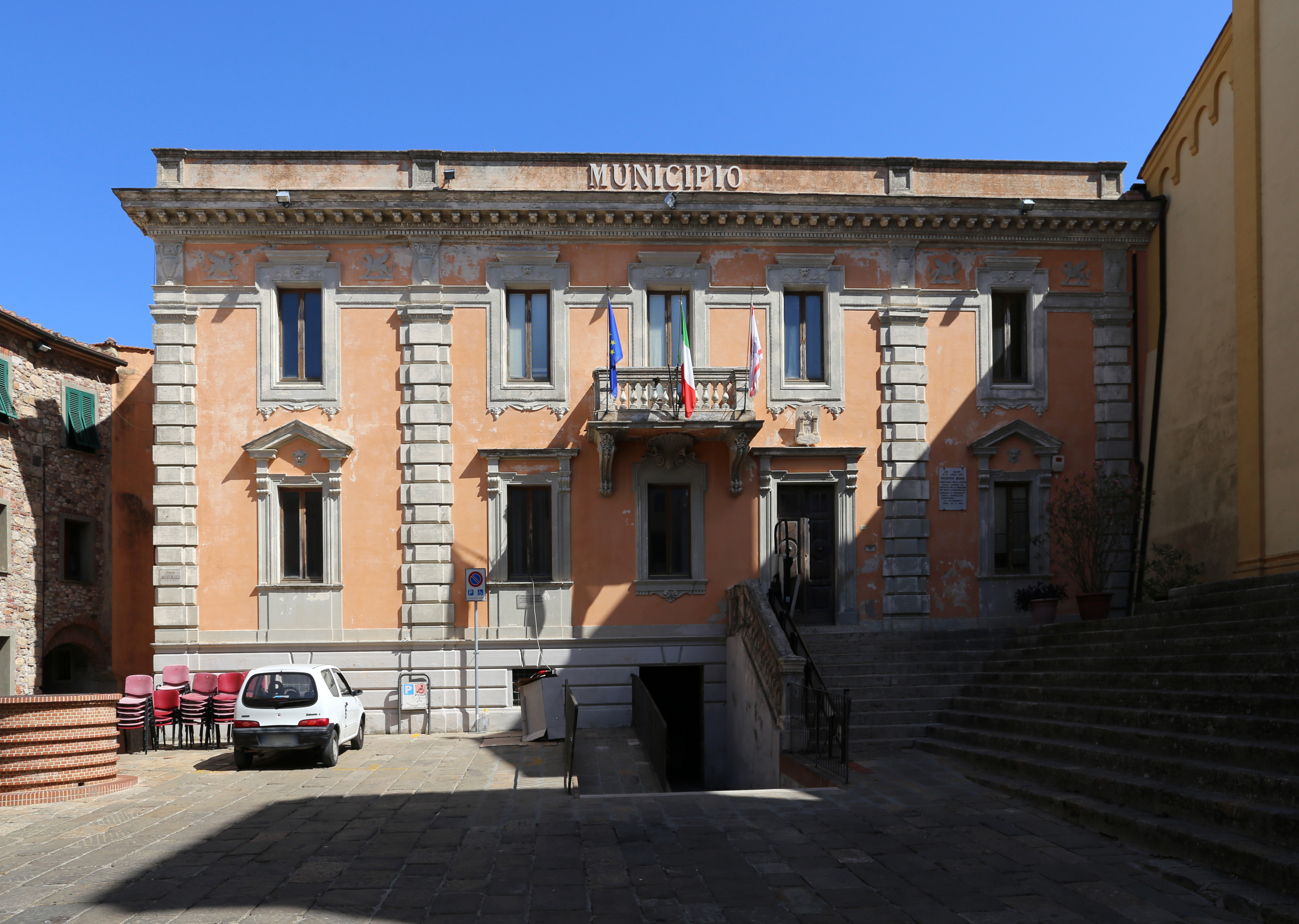
Rathuis
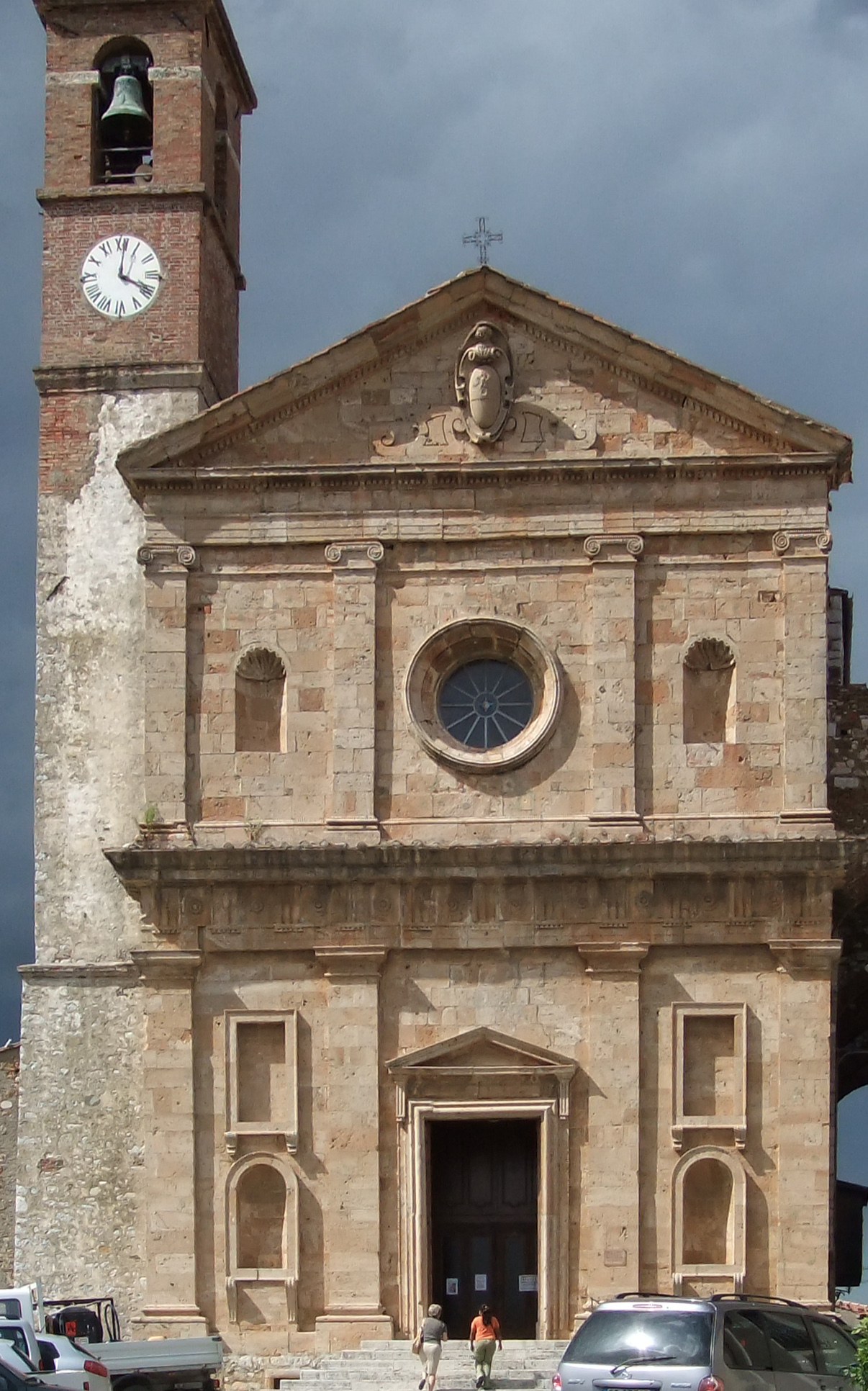
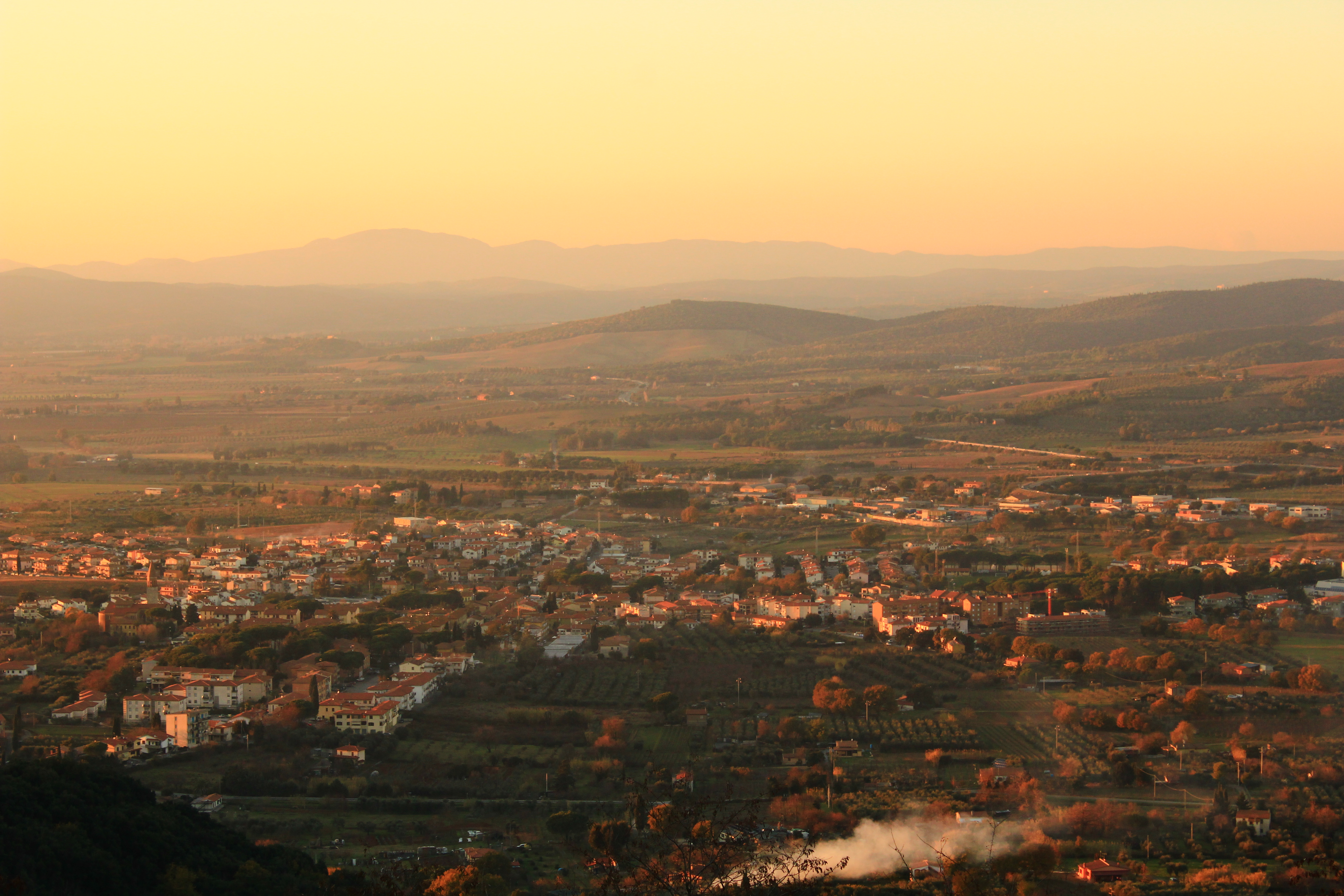
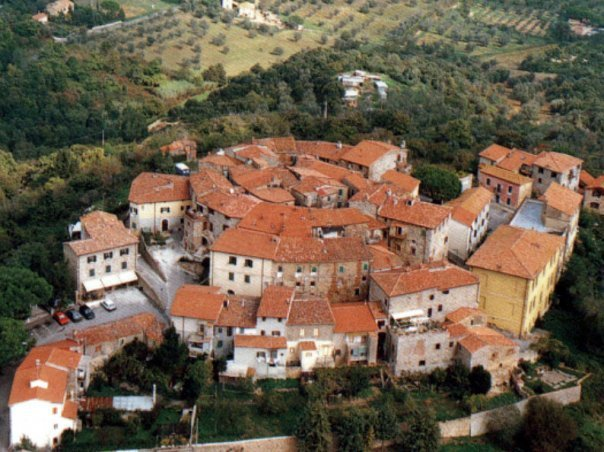
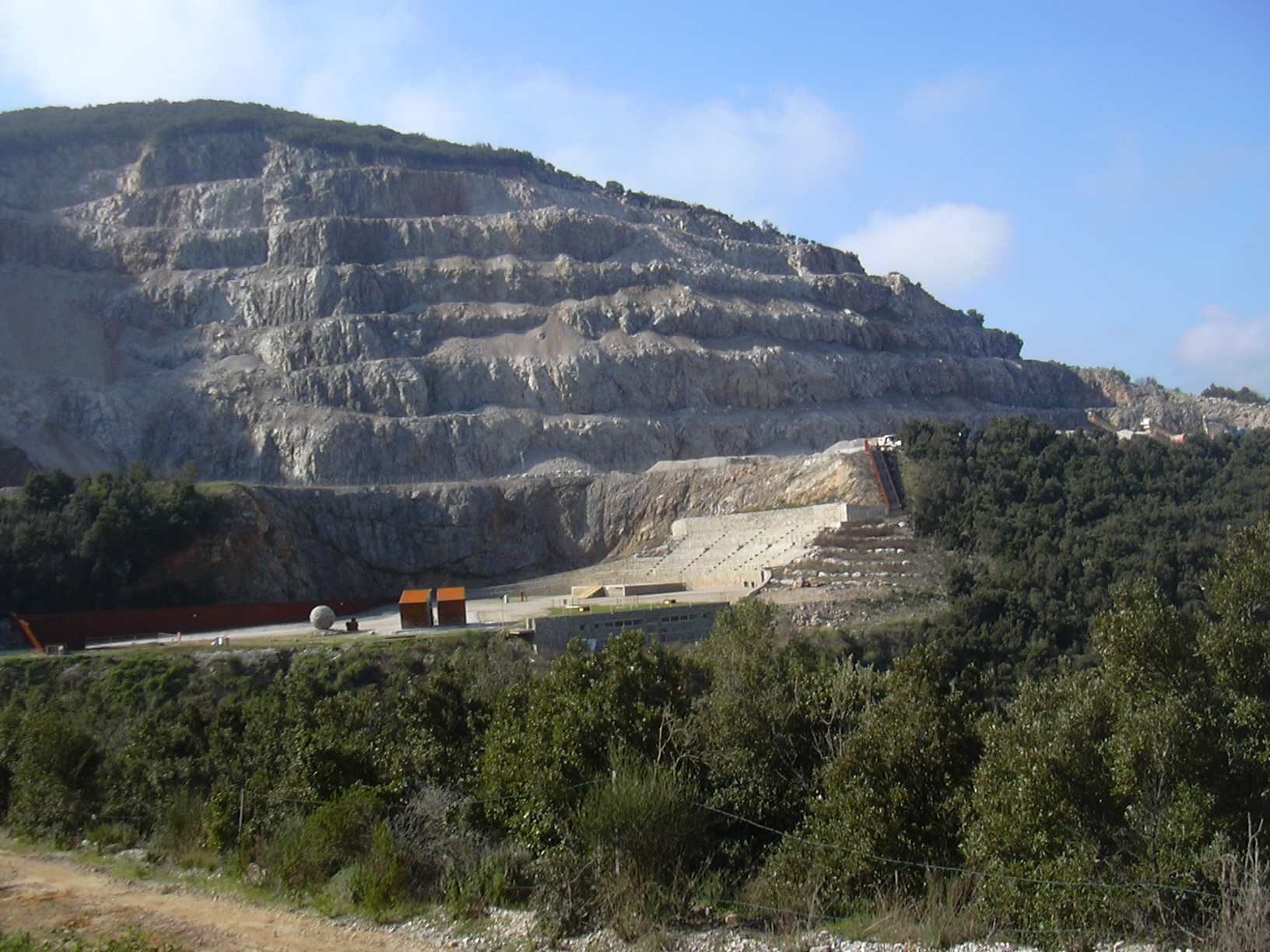